# Tashannie
Le Tashannie erano un duo hip hop ed R&B sudcoreano, composto dalla cantante Tasha Reid (chiamata anche Baby T) e la rapper Annie Lee (chiamata anche The Tse).
Il duo pubblicò un solo album studio che ebbe grandissimo successo, Parallel Prophecys, nel 1999. Successivamente, a causa di punti di vista differenti, le ragazze deciso di sciogliere il gruppo.
Nonostante l'unica pubblicazione, due delle canzoni delle Tashannie, Caution e Don't Bother Me, sono state mixate insieme per poi essere inserite in due videogiochi di danza, Pump It Up e 3DDX.

## Discografia
- Parallel Prophecys (1999)